# Jules Vandeleene
Jules Vandeleene, né à Ixelles le 10 mai 1887 et mort à Auderghem en 1962 est un peintre belge d'origine flamande.

## Biographie
Le jeune Vandeleene fut attiré par le dessin. Adolescent, le jeune homme avait déjà suivi des cours dans les académies d’Ixelles et de Bruxelles.
Dès 1913, il se consacra entièrement à la peinture. 
Il vit quelque temps à Damme et aboutit finalement à Auderghem. Il construisit une maison rue du Bocq n° 13.
Ses œuvres figurent dans des musées belges et étrangers : Bruges, Bruxelles, Ixelles, Le Caire, Courtrai, Tokyo. 
Auderghem lui a dédié une rue en 1949. Sa commune possède de lui une aquarelle : Le Pont de Sospel, Alpes-Maritimes, France.
Il est inhumé à Auderghem.